# Euroscaptor orlovi
Euroscaptor orlovi — вид ссавців родини Talpidae. Він відомий з північного В'єтнаму, південного Китаю та, можливо, Лаосу. Його назвали на честь зоолога Миколи Орлова з Російської академії наук.

## Розповсюдження
Він відомий у провінції Лаокай на півночі В'єтнаму та в Юньнані на півдні Китаю. Однак він може мати більш широке поширення у високогір'ях північного Лаосу та в районах північно-західного В'єтнаму на захід від Червоної річки.

## Опис
Це кріт великих розмірів, який за розміром можна порівняти з E. longirostris. Його можна відрізнити за довгим булавоподібним хвостом, а також за невеликим, легким черепом із вузьким рострумом порівняно з E. kuznetsovi. Він має коротші зубці, ніж E. longirostris.